# Sala d'Armes Montjuïc
La Sala d'Armes Montjuïc és el club d'esgrima més antic i important de Catalunya, tant pel nombre de socis com pels resultats esportius. S'hi practiquen les tres modalitats d'esgrima: espasa, floret i sabre. També compta amb seccions d'esgrima teatral, esgrima històrica i esgrima en cadira de rodes, amb instal·lacions adaptades.
A nivell esportiu, ha estat tres cops campió de la Copa del Rei d'esgrima (1978, 1979 i 2012), premi que atorga la Real Federación Española de Esgrima al club que acumula més punts als campionats d'Espanya en totes les modalitats i categories per equips. Des dels seus inicis ha format a nombrosos campions de Catalunya i Espanya, com també integrants de la selecció espanyola, amb la qual han participat en Campionats del Món i Jocs Olímpics.
Es va fundar el juny de 1977 a Barcelona. Als seus orígens, ocupava la planta superior de les Piscines Bernat Picornell de Montjuïc, d'on prové el nom del club. L'any 1987, a causa de la remodelació de les piscines de cara als Jocs Olímpics, va haver d'abandonar la seu i es va traslladar al Centre Esportiu Municipal Reina Elisenda, al carrer Duquessa d'Orleans nº 29, en ple barri barceloní de Sarrià. Tres anys després de la fundació, el 1980, el club es va dividir en dos, amb la creació del Club d'Esgrima Fides. Aquest nou club d'esgrima funcionà independentment del SAM, fins que l'any 2007 van tornar a unificar-se.

## Tiradors il·lustres[8][9][10][11][12]
- Julio Rubio (sabre): campió d'Espanya absolut 1968. 33è al Campionat del Món de Veterans 2012.
- Miquel Roca (floret): campió d'Espanya júnior 1973, 1975 i 1976. Campió d'Espanya absolut 1977-1979. 22è als Jocs Olímpics Moscú 80.
- Miquel Ojeda (floret): campió d'Espanya júnior 1977 i 1978. Campió d'Espanya absolut el 1993. Va participar en 10 Campionats del Món. President del club 2003-2011 i actual President de la Federació Catalana d'Esgrima (2011-).
- Montserrat Esquerdo (floret): campiona d'Espanya júnior 1978-1981. Campiona d'Espanya absoluta 1979, 1982-1984, 1989, 1990, 1994, 1997, 1999, 2001 i 2003. Va participar en 7 Campionats del Món. 35a classificada als Jocs Olímpics de Barcelona 92.
- Francisco Javier Gonzalez (floret): campio d'Espanya cadet 1979, 1981, campio d'Espanya junior 1983,1984, va participar en 2 Campionats del Mon.
- Xavier Iglesias (espasa): campió d'Espanya cadet 1982. Campió d'Espanya júnior 1983 i 1984. Va participar en 3 Campionats del Món. President de la Federació Catalana d'Esgrima (2006-2011).
- César González (espasa): bronze al Campionat d'Europa absolut 1992. Va participar en 5 Campionats del Món. Diploma olímpic a Barcelona 92 i a Atlanta 96.
- Fernando Medina (sabre): campió d'Espanya absolut 1989-1992, 1994, 1998, 1999, 2001-2003. Va participar en 14 Campionats del Món. Bronze al Campionat del Món 1998. Guanyador del Circuit de la Copa del Món 2002. Va participar en els Jocs Olímpics d'Atlanta 1996, Sidney 2000 i Atenes 2004. Diploma olímpic per equips a Atlanta 1996.
- Daniel Lamata (espasa i floret en cadira de rodes): campió d'Espanya absolut 1998-2001 (espasa). Campió d'Espanya absolut 1999-2002 (floret). Bronze als Jocs Olímpics a Sidney 2000 (espasa). Campió d'Europa absolut 2001 (espasa).
- Maria Rosa Viñas (floret): campiona d'Espanya cadet 1998. Campiona d'Espanya júnior 1999 i 2000. Campiona d'Espanya absoluta 2000 i 2002. Va participar en 2 Campionats del Món.
- Henning Bjerch-Andersen (espasa): campió d'Europa de veterans 2011. Va participar en 2 Campionats del Món. Campió del Món de veterans 2009.
- Aina Rovira (espasa): campiona d'Espanya absoluta 2008. Campiona dels Campionats Iberoamericans 2008. Va participar en el Campionat del Món Júnior 2005.
- Melodie Tacbas (floret): campiona d'Espanya benjamí 2003. Campiona d'Espanya infantil 2005 i 2006. Campiona d'Espanya cadet 2006-2008. Campiona d'Espanya júnior 2009 i 2010. Campiona d'Espanya absoluta 2010. Va participar en el Campionat del Món Júnior 2012.
- Màrius Alvarado (espasa): campió d'Espanya infantil 2000. Campió d'Espanya cadet 2002. Campió d'Espanya júnior 2004 i 2005. Campió d'Espanya absolut 2010 i 2012. Ha participat en 4 Campionats del Món.
- Laia Vila (sabre): campiona d'Espanya infantil 2005. Campiona d'Espanya cadet 2005. Ha participat en 14 Campionats del Món.
- Bàrbara Ojeda (floret): campiona d'Espanya absoluta 2014. Ha participat en el Campionat del Món Júnior 2013.